# Chontals d'Oaxaca
Els chontals d'Oaxaca' o txontals d'Oaxaca (de vegades anomenats impròpiament tequistlateques) són un grup ètnic indígena que parlen llengües de la família tequistlateco-chontal. Tant ètnicament com lingüísticament són un grup absolutament independent i separat del chontal de Tabasco, que parlen una llengua maia. La similitud de noms es deu al fet que "chontal" és un exònim que prové del nàhuatl txontalli i que significa "estranger", és per això que es fa servir sovint pels nàhues per referir-se a qualsevol grup ètnia o grup estranger.
Els chontals d'Oaxaca habiten la regió sud-est de l'estat d'Oaxaca que compren la Sierra Madre del Sud i la Plana Costera; a causa de la seva ubicació geogràfica diferenciada, es divideixen en costaners i serrans. Els costaners habiten en els poblats de Santiago Astata i San Pedro Huamelula; mentre que els serrans viuen especialment als municipis de Santa María Ecatepec, Tequisistlán i San Carlos Yautepec, en l'estat d'Oaxaca.
Els tequistlateques pròpiament dits viuen en grups semicompactes al voltant d'una placeta central, on hi ha unes poques cases. Els altres habitatges es construeixen disperses en la resta del terreny habitat.

## Aspectes culturals
La casa tradicional en la serra és de planta rectangular i té separada l'habitació de la construcció destinada a la cuina. Les dues cambres formen l'habitatge. Les parets es construeixen de bambú amb fang o tova, el sostre és d'una o dues aigües, de palmell o palla. En l'habitació sempre hi ha un lloc especial on hi ha un altar que es dedica al sant patró de la casa.
En la costa les cases són de planta circular, les parets de tova i envà o pedra. Els sostres són molt alts, de forma cònica, elaborats amb palmell i palla.
Els llits, tant en la serra com en la costa, solen estar formades per planxes de canyís que se sostenen sobre bancs de fusta. Usen troncs com a banques.
En la cuina, feta de bambú amb sostre de palla, hi ha un fogó que generalment està en el sòl, encara que algunes cuines tenen una plataforma alta de tova o envà sobre la qual guisen. Els utensilis de cuina tradicionals són: metate, molcajete i comal. Usen cassoles i atuells de fang, objectes de fusta i alguns implements d'origen industrial, fets de feltre o de plàstic.
La llengua chontal està dividida en diversos dialectes (sovint considerats llengües diferents), i també es coneixen amb els noms f'ane, huamelulteco, tequistlateco, lalhtaiqui' , i pertanyen a la família tequistlateca, de la branca de llengües hokano, a la qual pertanyen moltes altres llengües de Nord-amèrica. Segons el darrer cens del 2000 hi ha només 5.049 parlants de chonal.